# Girolamo Maria Gotti
Girolamo Maria Gotti, född den 29 mars 1834 i Genua, död den 19 mars 1916 i Rom, var en italiensk kardinal.
Gotti inträdde i karmelitorden och 1858, bevistade Vatikankonciliet 1870 som teologisk rådgivare åt sin ordensgeneral, Domenico di San Giuseppe. Han blev själv general för karmeliterna 1881, ärkebiskop av Petra in partibus infidelium och nuntie i Brasilien 1892 samt kardinal med Santa Maria della Scala som titelkyrka 1895. Gotti var knuten till kurian, bland annat som prefekt för Kongregationen för avlater och reliker 1896–1899, prefekt for Kongregationen för biskopar och ordensfolk 1899–1902 och prefekt för Kongregationen för trons utbredande 1902–1916. Vid konklaven efter Leo XIII:s död 1903 erhöll Gotti till en början största antalet röster näst kardinal Mariano Rampolla, men båda fick vika för Giuseppe Sarto.